# Peștera Thien Duong

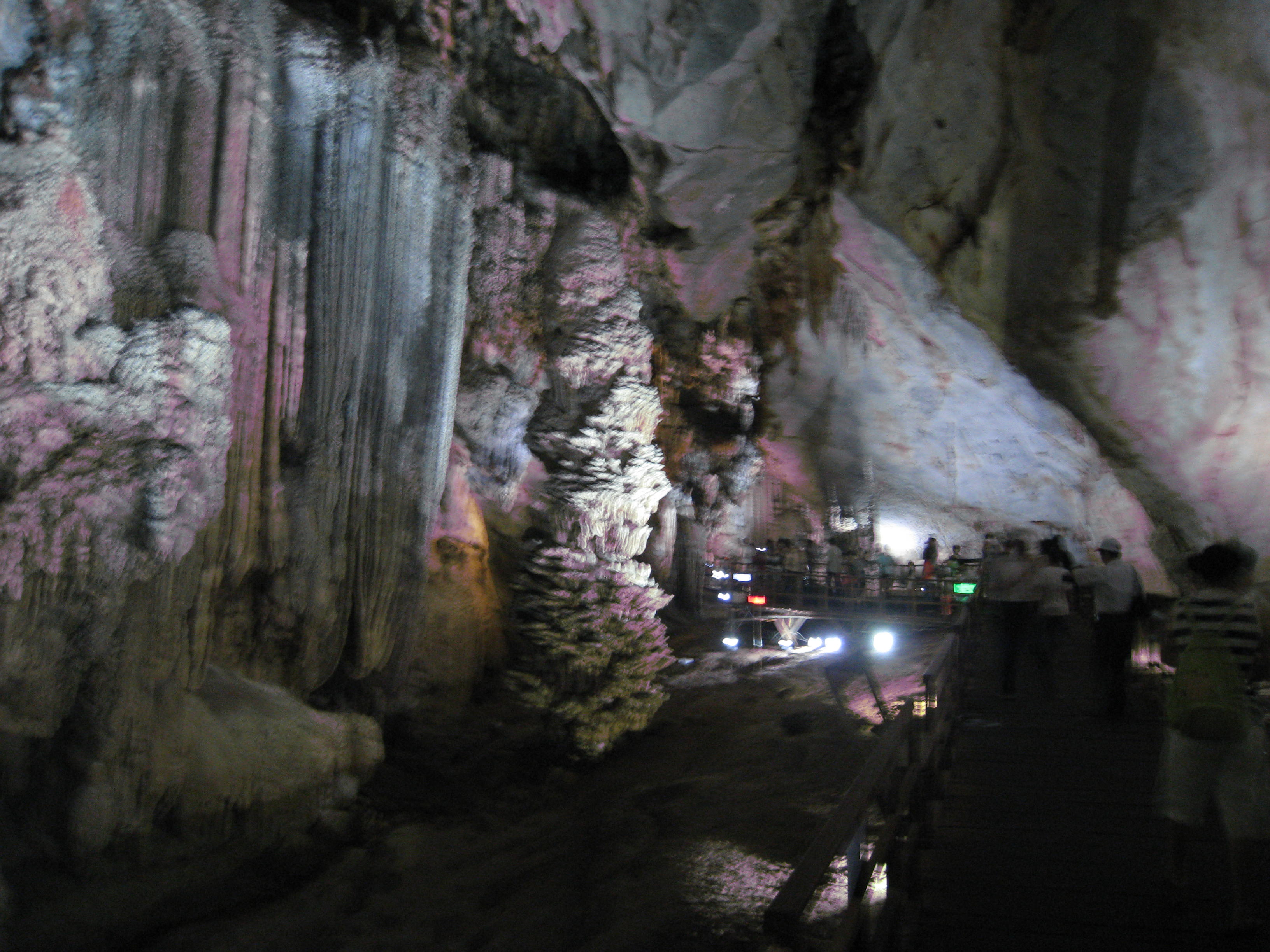
Peștera Thien Duong

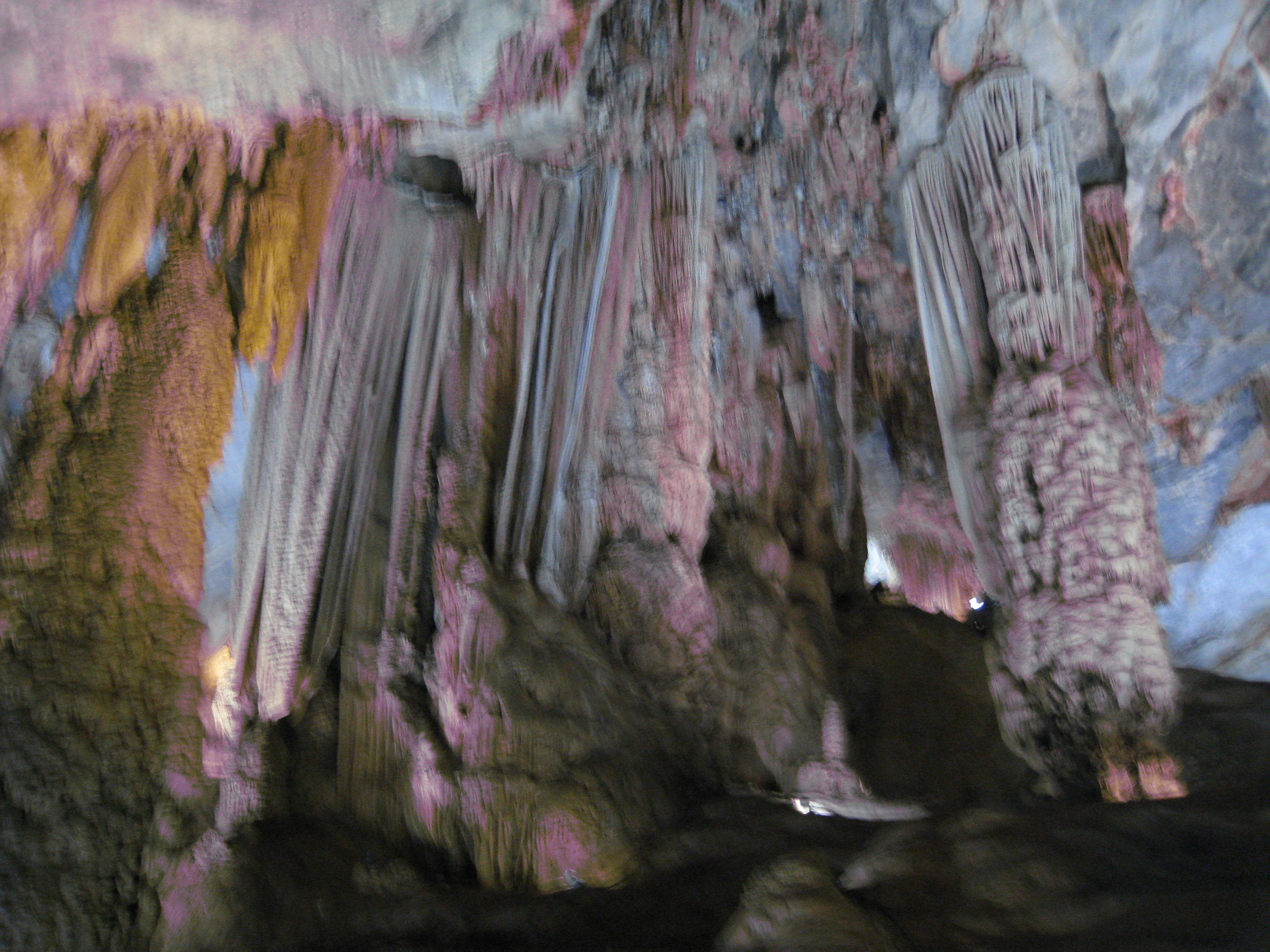
Peștera Thien Duong

Peștera Thien Duong (în vietnameză: Hang Thiên Đường, adică Peștera Paradis) este o peșteră în Parcul Național Phong Nha-Ke Bang, provincia Quang Binh, Vietnam. 

## Istoria
Peștera a fost găsită de un localnic pe nume Ho-Khanh în 2005. Bărbații din jungla locală s-au temut de peșteră pentru șuieratul făcut de râul din subteran. Cu toate acestea, abia în 2010 a fost adusă la cunoștința publicului, atunci când un grup de oameni de știință britanici de la British Cave Research Association, conduși de Howard Limbert, au realizat un studiu în Phong Nha-Ke Bang la 10-14 aprilie 2010.

## Geografia
Peștera este situată în apropiere de granița Laos-Vietnam. Ea are un mare râu subteran ce trece prin interiorul său. Potrivit lui Howard Limbert, această peșteră este de cinci ori mai mare decât peștera Phong Nha, considerată anterior cea mai mare peșteră din Vietnam. 